# Shëngjin
Shëngjin – miasto portowe w Albanii, w okręgu Lezha. W 2001 roku miasto to zamieszkiwało 6805 osób.